# Tommy Dorsey
Thomas Francis Dorsey Jr. (19 tháng 11 năm 1905 - 26 tháng 11 năm 1956) là một nghệ sĩ kèn trombone, nhà soạn nhạc, chỉ huy trưởng và ban nhạc jazz người Mỹ của kỷ nguyên ban nhạc.  Ông được biết đến với biệt danh là "Quý ông đa cảm của dòng nhạc Swing" vì lối thổi kèn trombone được xem là "mượt mà" của mình. Kỹ thuật thổi kèn trombone của ông đã giúp ông mang lại danh tiếng với một số nhạc sĩ khác. Ông là em trai của trưởng ban nhạc Jimmy Dorsey.